# Christlich-islamische Begegnungs- und Dokumentationsstelle
Die Christlich-Islamische Begegnungs- und Dokumentationsstelle (CIBEDO) in Frankfurt am Main ist die Fachstelle der Deutschen Bischofskonferenz für den Christlich-islamischen Dialog, mit der Aufgabe den interreligiösen Dialog und das Zusammenleben von Christen und Muslimen zu fördern.
Die Organisation wurde 1978 vom Orden der Afrikamissionare, Weiße Väter, in Köln gegründet und hat sich als wichtiger Ansprechpartner, sowohl für Christen als auch für Muslime, in Fragen dieses Dialogs etabliert.

## Geschichte
Während in ost- und südeuropäischen Ländern wie Bulgarien, Griechenland, Kroatien, Serbien, Mazedonien, Albanien oder Russland das Zusammenleben bereits seit der Besetzung durch das osmanische Reich im 16. Jahrhundert bzw. seit der russischen Kolonisierung im 19. Jahrhundert praktiziert wird, ist die muslimische Präsenz dagegen in Westeuropa, insbesondere der Bundesrepublik Deutschland, relativ neu. Durch den wirtschaftlichen Aufschwung nach dem Zweiten Weltkrieg, aber auch durch die Zuspitzung von politischen Konflikten in Ländern der islamischen Welt, im Vorderen Orient, Afrika oder Asien wurde eine Einwanderungswelle von muslimischen Arbeitnehmern und Asylbewerbern ausgelöst. Auch nach dem Anwerbestopp stieg in Deutschland die Zahl der Muslime noch weiter an, da die ausländischen Arbeitnehmer dauerhaft blieben und somit auch deren Familien und Kinder nachkamen. Die Zahl der Muslime in Europa wird heute auf 35 – 53 Millionen geschätzt, in Deutschland wird die Zahl mit etwa 3,8 – 4,3 Millionen angegeben.
Während sich die Muslime heute in allen europäischen Ländern selbst organisiert haben, waren es anfänglich oftmals Christen, die sich der Situation der Muslime im sozial-caritativen Bereich und bei gesellschaftspolitischen Fragen angenommen haben. Oft gab es kirchliche Sozialeinrichtungen, welche die Interessen muslimischer Migranten vertraten.
Im Lauf der Zeit hat sich diese Tätigkeit auch auf seelsorglich-pastorale Bereiche erstreckt, z. B. zum Thema konfessionsverschiedener Ehen, muslimischer Kinder in christlichen Kindergärten oder in kirchlichen Privatschulen, bei der Aufnahme muslimischer Jugendlicher in christlichen Organisationen oder beim Thema Konversion. Die Ständige Arbeitsgruppe der Deutschen Bischofskonferenz für Kontakte zu den Weltreligionen erwog in den 1970er Jahren, eine passende Einrichtung zu schaffen. Deren Aufgabe sollte sein, die Entwicklung der muslimischen Migration zu beobachten und Orientierungen für den Christlich-islamischen Dialog zu entwickeln.
Die Organisation wurde auf Initiative von Julius Angerhausen, Weihbischof in Essen, am 1. Oktober 1978 in Köln als Einrichtung des Missionsordens Weiße Väter, durch dessen deutsche Provinz gegründet. Sie will den Dialog zwischen Christen und Muslimen dokumentieren. CIBEDO will dabei helfen, Orientierung zu geben und durch Öffentlichkeitsarbeit, Fortbildungen und die Mitarbeit in Gremien zu wirken. Sie berichtet über den Fortschritt des Dialogs und kann Auskünfte zu islamischen und christlichen Fragestellungen geben. Am Aufbau von Cibedo beteiligt war Hans Vöcking, ein Afrika-Missionar, der auch Islamexperte im Rat der Europäischen Bischofskonferenzen ist. Im Jahr 1998 wurde Cibedo vom Ständigen Rat der Bischofskonferenz als eine ihrer Arbeitsstellen zugelassen. Die Entwicklung von der Initiative eines Ordens in die Verantwortung der katholischen Kirche zeigt ein wachsendes Interesse an Informationen über den Islam in der Kirche. Seit 2012 leitet Timo Aytaç Güzelmansur die Organisation.
Mit einem Festakt zum 40-jährigen Bestehen wurde am 19. Oktober 2018 in Berlin an die Gründung der Christlich-Islamischen Begegnungs- und Dokumentationsstelle (CIBEDO) als Arbeitsstelle der Deutschen Bischofskonferenz erinnert. Aus Anlass des Jubiläums sprachen beim Festakt vor rund 200 Gästen aus Politik, Religionen und Gesellschaft, Vertreter des Vatikans und der Muslime, sowie der Bundespräsident Frank-Walter Steinmeier. Den Festvortrag hielt der Vorsitzende der Deutschen Bischofskonferenz, Reinhard Kardinal Marx.

## Aufgaben
CIBEDO ist die Fachstelle der Deutschen Bischofskonferenz mit der Aufgabe, den interreligiösen Dialog zwischen Christentum und Islam sowie das Zusammenleben von Christen und Muslimen zu fördern.
Das Zweite Vatikanische Konzil lehrt, Muslimen, „die mit uns den einen Gott anbeten“ (Nostra Aetate, 3), mit „Hochachtung“ zu begegnen. Darüber hinaus weiß die katholische Kirche alle Menschen vom Heilsangebot Gottes (Lumen gentium 16) umfasst. Deshalb ist ihr aufgetragen, den interreligiösen Dialog „mit Klugheit und Liebe“ (Nostra Aetate, 2) zu führen. In dieser Erklärung zu den nichtchristlichen Religionen heißt es im Wortlaut unter Nr. 3:
Mit Hochachtung betrachtet die Kirche auch die Muslime, die den alleinigen Gott anbeten, den lebendigen und in sich seienden, barmherzigen und allmächtigen, den Schöpfer Himmels und der Erde, der zu den Menschen gesprochen hat. Sie mühen sich, auch seinen verborgenen Ratschlüssen sich mit ganzer Seele zu unterwerfen, so wie Abraham sich Gott unterworfen hat, auf den der islamische Glaube sich gerne beruft. Jesus, den sie allerdings nicht als Gott anerkennen, verehren sie doch als Propheten, und sie ehren seine jungfräuliche Mutter Maria, die sie bisweilen auch in Frömmigkeit anrufen. Überdies erwarten sie den Tag des Gerichtes, an dem Gott alle Menschen auferweckt und ihnen vergilt. Deshalb legen sie Wert auf sittliche Lebenshaltung und verehren Gott besonders durch Gebet, Almosen und Fasten.
Da es jedoch im Lauf der Jahrhunderte zu manchen Zwistigkeiten und Feindschaften zwischen Christen und Muslimen kam, ermahnt die Heilige Synode alle, das Vergangene beiseite zu lassen, sich aufrichtig um gegenseitiges Verstehen zu bemühen und gemeinsam einzutreten für Schutz und Förderung der sozialen Gerechtigkeit, der sittlichen Güter und nicht zuletzt des Friedens und der Freiheit für alle Menschen.
Unter Nr. 2 heißt es:
Deshalb mahnt sie ihre Söhne, daß sie mit Klugheit und Liebe, durch Gespräch und Zusammenarbeit mit den Bekennern anderer Religionen sowie durch ihr Zeugnis des christlichen Glaubens und Lebens jene geistlichen und sittlichen Güter und auch die sozial-kulturellen Werte, die sich bei ihnen finden, anerkennen, wahren und fördern.
Der Leiter, Hans Vöcking, erklärte, dass die Aussagen des Konzils eine „Magna Charta“ für die Begegnung mit Muslimen und den interreligiösen Dialog sind. CIBEDOs Arbeitsbereiche sind die Dokumentation, die Pädagogik und die Lehre, vor allem durch Publikationen. Das gegenseitige Verständnis der beiden Religionskulturen ist Voraussetzung für ein friedliches Miteinanderleben. Dies geschieht über Vorträge, die Teilnahme an Konferenzen und Tagungen oder die Mitarbeit in verschiedenen kirchlichen und interreligiösen Gremien.

### Dokumentation
Die Organisation dokumentiert die Entwicklung islamischen Lebens in Europa, vor allem in Deutschland, zum Beispiel Fragen zur Integration muslimischer Migranten, Beiträge zu aktuellen islamwissenschaftlichen und theologischen Themen und Stellungnahmen aus dem muslimischen, christlichen und akademischen Bereich. CIBEDO unterhält zu diesem Zweck eine Präsenzbibliothek mit einem Volumen von ca. 12.000 Medien, eine Zeitschriftenbibliothek und eine Dokumentation von Zeitungsartikeln seit 1978. Seit 2000 ist dieses Archiv nach Schlagworten geordnet. Damit können Informationen zu nahezu allen Themen, die den Islam und die christlich-islamische Begegnung betreffen, erhoben werden.

### Lehre
In Zusammenarbeit mit Hochschulen bietet die Organisation an, den Islam als Religion und als Lebensordnung kennenzulernen. Grundlagenvorlesungen sowie themenbezogene Ringvorlesungen bieten Interessenten ein breites Spektrum der theoretischen Ausbildung mit praxisbezogenen Aspekten. Ein Beispiel hierfür ist das Studienprogramm „Islam und christlich-muslimische Begegnung“ an der Philosophisch-Theologischen Hochschule Sankt Georgen.

### Pädagogik
Pädagogen werden oftmals mit schwierigen Themen, die den Alltag der Christen und Muslime bestimmen, konfrontiert. Die Organisation beleuchtet die unterschiedlichen Verhaltensregeln, besonders bei Kindern und Jugendlichen und unterstützt bei der Bewältigung von Konfliktsituationen. Nicht nur durch Veröffentlichungen zu verschiedenen Themenbereichen, auch dadurch, dass die Referenten von CIBEDO für Fortbildungsveranstaltungen zur Verfügung stehen, kann dazu beigetragen werden, den Anderen besser zu verstehen oder Konflikte zu vermeiden.

### Veröffentlichungen
Der steigende Anteil der Muslime in der Gesellschaft beeinflusst unser tägliches Miteinander und bedingt ein steigendes Interesse an Informationen zum Islam und zum interreligiösen Dialog. Neben Praxishilfen wie z. B. dem Kirchenführer für Muslime oder Hilfestellungen für pastorale Fragen, bietet CIBEDO mit den Beiträgen und der Schriftenreihe zwei Publikationsreihen an:
- Die Beiträge erscheinen vierteljährlich im Druck und online, als Forum. Die Zeitschrift informiert umfassend über alles, was im Dialog stattfindet: Konferenzen und Tagungen, Entwicklungen, Literatur, Konflikte und Differenzen, aber auch Gemeinsames.
- Die seit 2012 aufgelegte Schriftenreihe hat das Ziel, theologische Fragen des Dialogs zu beleuchten, verständlich und überschaubar darzustellen.

## Veröffentlichungen
- siehe Website, Rubrik: Cibedo-Publikationen
- Maurice Borrmans: Wege zum christlich-islamischen Dialog. Sekretariat für die Nichtchristen, 1985
- Barbara Huber: Der Islam: Folien und Erläuterungen. CIBEDO Frankfurt (Hrsg.), Religionspädagogisches Seminar der Diözese Regensburg 1994
- Barbara Huber-Rudolf, Hg.: Der Islam im Spiegel muslimischer Schriftsteller. Ein Lesebuch. Frankfurt 2000
- Barbara Huber-Rudolf, Alexander Rudolf: Einladung. Ein Kirchenführer für Muslime. Frankfurt 2003
- Reihe: CIBEDO-Beiträge. Zum Gespräch zwischen Christen und Muslimen. Seit 2006; online im Archiv
- Christian W. Troll: Im Dienst der Versöhnung. Für einen authentischen Dialog zwischen Christen und Muslimen. Hrsg. Peter Hünseler. Friedrich Pustet, Regensburg 2008
- Timo Güzelmansur (Hrsg.): Die offiziellen Dokumente der katholischen Kirche zum Dialog mit dem Islam. Einl. Christian W. Troll. Regensburg 2009
- Peter Hünseler, Salvatore Di Noia (Hrsg.): Kirche und Islam im Dialog. Europäische Länder im Vergleich. Pustet, Regensburg 2010
- Timo Güzelmansur (Hrsg.): Hat Jesus Muhammad angekündigt? Der Paraklet des Johannesevangeliums und seine koranische Bedeutung. (CIBEDO-Schriftenreihe Band 1) Regensburg 2012
- Timo Güzelmansur: Gott und Mensch in der Lehre der anatolischen Aleviten. Eine systematisch-theologische Reflexion aus christlicher Sicht. (CIBEDO-Schriftenreihe Band 2) Regensburg 2012
- Timo Güzelmansur (Hrsg.): Das koranische Motiv der Schriftfälschung (taḥrīf) durch Juden und Christen. Islamische Deutungen und christliche Reaktionen (CIBEDO-Schriftenreihe 3) Regensburg 2014.
- Timo Güzelmansur, Tobias Specker SJ (Hrsg.): Paulus von Tarsus, Architekt des Christentums? Islamische Deutungen und christliche Reaktionen (CIBEDO-Schriftenreihe 4), Regensburg 2016.
- Nora Kalbarczyk, Timo Güzelmansur, Tobias Specker (Hrsg.): Gibt Gott Gesetze? Ius divinum aus christlicher und muslimischer Perspektive (CIBEDO-Schriftenreihe 5), Regensburg 2018.